# Pseudoheptaulacus nepalensis
Pseudoheptaulacus nepalensis är en skalbaggsart som beskrevs av Riccardo Pittino 2004. Pseudoheptaulacus nepalensis ingår i släktet Pseudoheptaulacus och familjen Aphodiidae. Inga underarter finns listade i Catalogue of Life.